# Tarzan and the Jungle Boy
Tarzan and the Jungle Boy (Brasil: Tarzan e o Menino das Selvas / Portugal: Tarzan e os Inimigos da Selva) é um filme norte-americano de 1968, do gênero aventura, dirigido por Robert Gordon e estrelado por Mike Henry e Rafer Johnson.

## A produção
Finalizadas as gravações de Tarzan and the Great River no Brasil, no último trimestre de 1965, a equipe do produtor Sy Weintraub deveria entrar em um curto recesso antes de iniciar a série de TV, programada para fevereiro de 1966. Entretanto, para aproveitar as boas condições [climáticas, as férias foram canceladas e iniciaram-se as filmagens de Tarzan and the Jungle Boy.
A produção foi bastante acidentada. Mike Henry, ferido por Chita quando Tarzan and the Great River era rodado (o que lhe valeu vinte pontos no queixo), contraiu disenteria, decorrente de alimentação inadequada, e uma infecção no ouvido após uma queda. Logo em seguida, uma virose sacudiu seu fígado. A disenteria atingiu também muitos outros elementos da equipe técnica e do elenco.
Era dezembro, quando as coisas pareciam melhorar, começou a chover torrencialmente no Rio de Janeiro, inclusive na Floresta da Tijuca, onde as filmagens tiveram lugar. A chuva durou duas semanas e, segundo Henry, o sistema de drenagem da cidade não conseguiu lidar com toda aquela água. "O Rio Amazonas transbordou", disse ele, evidentemente cometendo um crasso erro geográfico. Ainda segundo o ator, as torneiras secaram e, para o banho, era preciso comprar baldes de água da chuva!! Vários cenários foram destruídos, o que resultou em prejuízos de cento e quarenta mil dólares para o produtor. Seguiu-se uma epidemia de tifo, para a qual a produção, miraculosamente, tinha soro suficiente.
Assim que o tempo permitiu, as filmagens recomeçaram furiosamente, com a equipe trabalhando da manhã à noite para recuperar o atraso. O objetivo de todos agora eram os episódios para a TV. Quando tudo chegou ao fim, Henry abriu mão de seu papel na telessérie e voltou para os EUA. De lá, ele processou Weintraub em oitocentos mil dólares por más condições de trabalho e em setenta e cinco mil dólares pela mordida no queixo.
Apesar de rodado entre o final de 1965 e o início do ano seguinte, Tarzan and the Jungle Boy somente foi lançado nos cinemas no verão de 1968.

## Sinopse
Nas selvas africanas, Tarzan ajuda a jornalista Myrna e seu noivo fotógrafo Ken a encontrar um garoto perdido. Eles têm de enfrentar o malvado Nagambi, que deseja matar o menino e tornar-se chefe da tribo de seu irmão Buhara.

## Elenco
| Ator/Atriz    | Personagem |
| ------------- | ---------- |
| Mike Henry    | Tarzan     |
| Rafer Johnson | Nagambi    |
| Alizia Gur    | Myrna      |
| Steve Bond    | Erik       |
| Ronald Gans   | Ken        |
| Ed Johnson    | Buhara     |